# Борлейс, Изобель
Изобель Борлейс (англ. Isobel Borlase; родилась 12 сентября 2004 года в Мельбурне, штат Виктория, Австралия) — австралийская профессиональная баскетболистка, которая выступает за клуб женской национальной баскетбольной лиги «Бендиго Спирит». Была выбрана на драфте ВНБА 2024 года во втором раунде под двадцатым номером клубом «Атланта Дрим». Играет на позиции атакующего защитника.
В составе национальной сборной Австралии она стала победительницей чемпионата Азии 2025 года в Шэньчжэне, завоевала бронзовые медали Олимпийских игр 2024 года в Париже, стала серебряным призёром чемпионата мира среди девушек до 19 лет 2021 года в Венгрии, кроме этого стала победительницей чемпионата Азии среди девушек до 18 лет 2022 года в Индии, принимала участие на чемпионате мира среди девушек до 19 лет 2023 года в Испании.

## Ранние годы
Изобель родилась 12 сентября 2004 года в городе Мельбурн (штат Виктория) в семье Дэррила и Дженни Борлейс, у неё есть старший брат, Джеймс, и старшая сестра, Элла. Выросла она в городе Аделаида (штат Южная Австралия), где поначалу училась в колледжах Лорето и Мерседес, а затем в городе Канберра в колледже Лейк-Джинниндерра, в которых выступала за местные баскетбольные команды.

## Профессиональная карьера
21 января 2022 года Изобель Борлейс подписала соглашение с командой женской национальной баскетбольной лиги «Аделаида Лайтнинг» на оставшуюся часть сезона 2021/2022, в котором сыграла всего в одной игре, набрав 2 очка и сделав 2 передачи.
27 сентября Борлейс вновь заключила договор с «Аделаида Лайтнинг» на сезон 2022/2023. В первом матче сезона она забила 25 очков и совершила 9 подборов в проигранной игре против клуба «Саутсайд Флайерз» (91:99). В этом сезоне Изобель провела 17 встреч, 8 из них в стартовом составе, набирая по 13,5 очков, 3,2 подбора и 2,2 передачи в среднем за игру, а также реализуя 55,0 % бросков с игры, 39,0 % бросков из-за дуги и 66,7 % штрафных, за что по его итогам была признана лучшим шестым игроком и самым прогрессирующим игроком.
9 мая Борлейс повторно подписала контракт с «Аделаида Лайтнинг» на сезон 2023/2024. Из-за травмы передней крестообразной связки капитана команды Стефани Толбот, полученной последней в предыдущем сезоне, Изобель стала брать на себя больше ответственности. 7 января 2024 года она набрала рекордные в карьере 31 очко в проигранном матче против клуба «Перт Линкс» (68:84). В этом сезоне Изобель провела 20 встреч, в каждом из них выходя в стартовом составе, набирая по 15,6 очков, 4,7 подбора и 2,5 передачи в среднем за игру, а также реализуя 41,7 % бросков с игры, 27,5 % бросков из-за дуги и 73,8 % штрафных, за что по его итогам была включена в первую сборную всех звёзд турнира.
В 2024 году Борлейс выставила свою кандидатуру на драфт ВНБА, на котором и была выбрана во втором раунде под общим двадцатым номером командой «Атланта Дрим», но в женской национальной баскетбольной ассоциации пока не играла.
Борлейс вернулась в состав «Аделаида Лайтнинг» в сезоне 2024/2025. В этом сезоне Изобель провела 21 встречу, 20 из них в стартовом составе, набирая по 14,6 очков, 4,4 подбора и 2,1 передачи в среднем за игру, а также реализуя 34,9 % бросков с игры, 22,3 % бросков из-за дуги и 79,1 % штрафных.

## Карьера в национальной сборной
В составе национальной сборной Австралии Иззи стала бронзовым призёром Олимпийских игр 2024 года в Париже, выиграла серебряные медали чемпионата мира среди девушек до 19 лет 2021 года в Венгрии, помимо этого стала победительницей чемпионата Азии среди девушек до 18 лет 2022 года в Индии, принимала участие на чемпионате мира среди девушек до 19 лет 2023 года в Испании.